# Маніла (Юта)
Маніла (англ. Manila) — місто (англ. town) в США, в окрузі Даггетт штату Юта. Населення — 308 осіб (2020).

## Географія
Маніла розташована за координатами 40°59′31″ пн. ш. 109°43′15″ зх. д. / 40.99194° пн. ш. 109.72083° зх. д. (40.991824, -109.720799). За даними Бюро перепису населення США в 2010 році місто мало площу 2,25 км², уся площа — суходіл. В 2017 році площа становила 2,68 км², уся площа — суходіл.

### Клімат
| Клімат : Маніла       | Клімат : Маніла | Клімат : Маніла | Клімат : Маніла | Клімат : Маніла | Клімат : Маніла | Клімат : Маніла | Клімат : Маніла | Клімат : Маніла | Клімат : Маніла | Клімат : Маніла | Клімат : Маніла | Клімат : Маніла | Клімат : Маніла |
| Показник              | Січ.            | Лют.            | Бер.            | Квіт.           | Трав.           | Черв.           | Лип.            | Серп.           | Вер.            | Жовт.           | Лист.           | Груд.           | Рік             |
| Середній максимум, °C | 2,2             | 3,4             | 8,7             | 14,3            | 19,2            | 24,8            | 28,9            | 27,1            | 22,4            | 15,7            | 7,6             | 2,2             | 14,7            |
| Середній мінімум, °C  | −10,8           | −9,9            | −4,9            | −1,1            | 3,4             | 7,6             | 11,6            | 10,4            | 5,9             | 0,8             | −5,1            | −10,2           | −0,2            |
| Норма опадів, мм      | 6               | 9               | 18              | 20              | 26              | 27              | 23              | 25              | 27              | 21              | 9               | 9               | 221             |
| --------------------- | --------------- | --------------- | --------------- | --------------- | --------------- | --------------- | --------------- | --------------- | --------------- | --------------- | --------------- | --------------- | --------------- |
| Джерело: NOAA         |                 |                 |                 |                 |                 |                 |                 |                 |                 |                 |                 |                 |                 |

## Демографія
Згідно з переписом 2010 року, у місті мешкало 310 осіб у 143 домогосподарствах у складі 89 родин. Густота населення становила 138 осіб/км². Було 441 помешкання (196/км²).
Расовий склад населення:
| - 97,4 % — білих - 0,6 % — корінних американців - 1,3 % — осіб інших рас |

До двох чи більше рас належало 0,6 %. Частка іспаномовних становила 2,6 % від усіх жителів.
За віковим діапазоном населення розподілялося таким чином: 22,6 % — особи молодші 18 років, 50,6 % — особи у віці 18—64 років, 26,8 % — особи у віці 65 років та старші. Медіана віку мешканця становила 50,3 року. На 100 осіб жіночої статі у місті припадало 116,8 чоловіків; на 100 жінок у віці від 18 років та старших — 114,3 чоловіків також старших 18 років.
Середній дохід на одне домашнє господарство становив 40 554 долари США (медіана — 40 000), а середній дохід на одну сім'ю — 50 211 долар (медіана — 41 406). За межею бідності перебувало 10,9 % осіб, у тому числі 5,3 % дітей у віці до 18 років та 9,4 % осіб у віці 65 років та старших.
Цивільне працевлаштоване населення становило 29 осіб. Основні галузі зайнятості: освіта, охорона здоров'я та соціальна допомога — 31,0 %, публічна адміністрація — 27,6 %, роздрібна торгівля — 17,2 %, науковці, спеціалісти, менеджери — 10,3 %.